# Споменик Јованчи Мицићу
Споменик Јованчи Мицићу, Јагодинцу и главном лику из дела „Пут око света” Бранислава Нушића, постављен је на кружном току, на улазу у Јагодину из правца Ћуприје.
Споменик је подигнут у априлу 2019. године, а замишљен је тако да на врху великог металног глобуса постављена седећа статуа Јованче, рад Небојше Цветковића. Фигура је изграђена од полиестера и постављена да седи на коферу са кишобраном у крилу с десном руком испруженом у правцу Јагодине.
У унутрашњости и испред глобуса који је промера девет метара, на коме пише „Цео свет обиђох, као Јагодину нигде не нађох”, постављено је шест кофера који симболишу земље у којима је био.
Поред споменика Јованча Мицић у Јагодини има своју улицу, а главна награда Позоришног фестивала Дани комедије, награда публике за најдуховитију представу је статуа Јованче Мицића.